# Mauricio Valiente Ots
Mauricio Valiente Ots (Madrid, 31 d'agost de 1966) és un advocat, activista i polític espanyol membre d'Esquerra Unida (IU) i del Partit Comunista d'Espanya (PCE). Tercer tinent d'alcalde de l'Ajuntament de Madrid i regidor-president del districte de Chamartín des de 2015, va ser diputat de la ix legislatura de l'Assemblea de Madrid (2011-2015).

## Biografia

### Formació i primers anys
Va néixer el 31 d'agost de 1966 al madrileny districte de Chamartín. Participant en el moviment estudiantil universitari i afiliat el 1985 a la Joventut Comunista, és militant del Partit Comunista d'Espanya (PCE). Es va llicenciar en dret per la Universitat Complutense de Madrid (UCM) i es va doctorar en la mateixa especialitat per la Universitat Carles III de Madrid (UC3M). Especialitzat en la seva professió d'advocat en l'asil, la immigració i els drets humans, va treballar durant anys emprat en la Comissió Espanyola d'Ajuda al Refugiat (CEAR). També va treballar com a professor associat a la UC3M.

### Diputat regional
Inclòs com a número 9 de la candidatura d'Esquerra Unida-Els Verds (IU-LV) per a les eleccions a l'Assemblea de Madrid de maig de 2011 encapçalada per Gregorio Gordo, va ser elegit diputat de la ix legislatura del Parlament regional. Diputat entre 2011 i 2015, va ser escollit per a la posició de portaveu adjunt del grup parlamentari d'Esquerra Unida-Els Verds a la Comissió d'Afers Socials.

### Primàries d'IU-CM i Ara Madrid

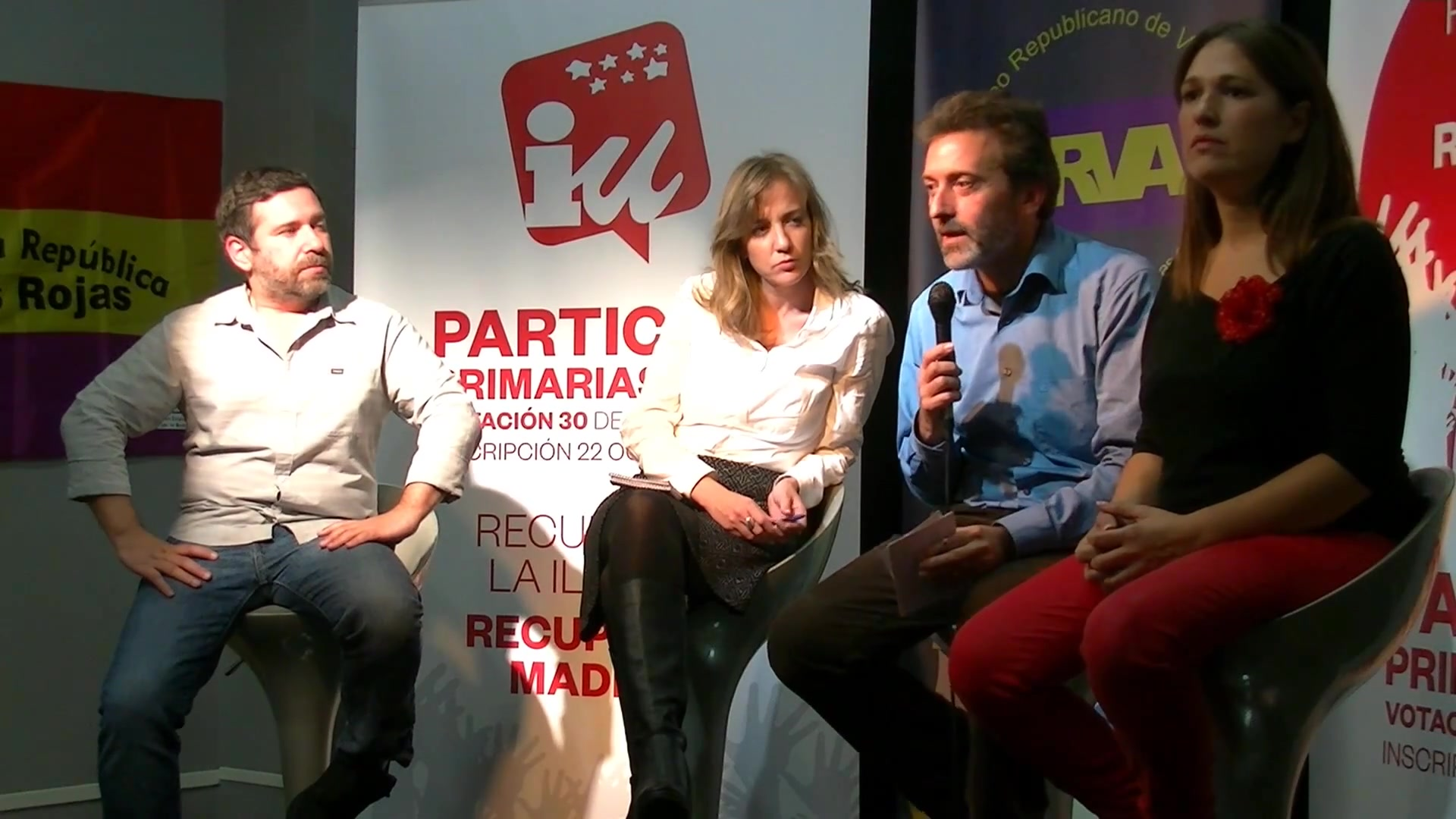
Valiente intervenint en un acte d'IU al novembre de 2014, en companyia de Javier Couso, Tania Sánchez i María Espinosa.

Al novembre 2014 va postular com a candidat (en un tàndem Ajuntament-Govern regional al costat de Tania Sánchez) d'Esquerra Unida de la Comunitat de Madrid (IU-CM) per a l'alcaldia de Madrid. La seva candidatura, vinculada al corrent crítica, defensava la plena convergència d'IU-CM amb altres organitzacions. Guanyador a les primàries del 30 de novembre, el seu pla de confluència no va ser acceptat, forçant la seva marxa de l'organització i la seva substitució al capdavant de la candidatura d'IU-CM per Raquel López, en un moviment d'IU-CM que va ser posteriorment desautoritzat per la direcció federal. Valiente es va integrar al procés de primàries d'Ara Madrid.

### Regidor de l'Ajuntament de Madrid

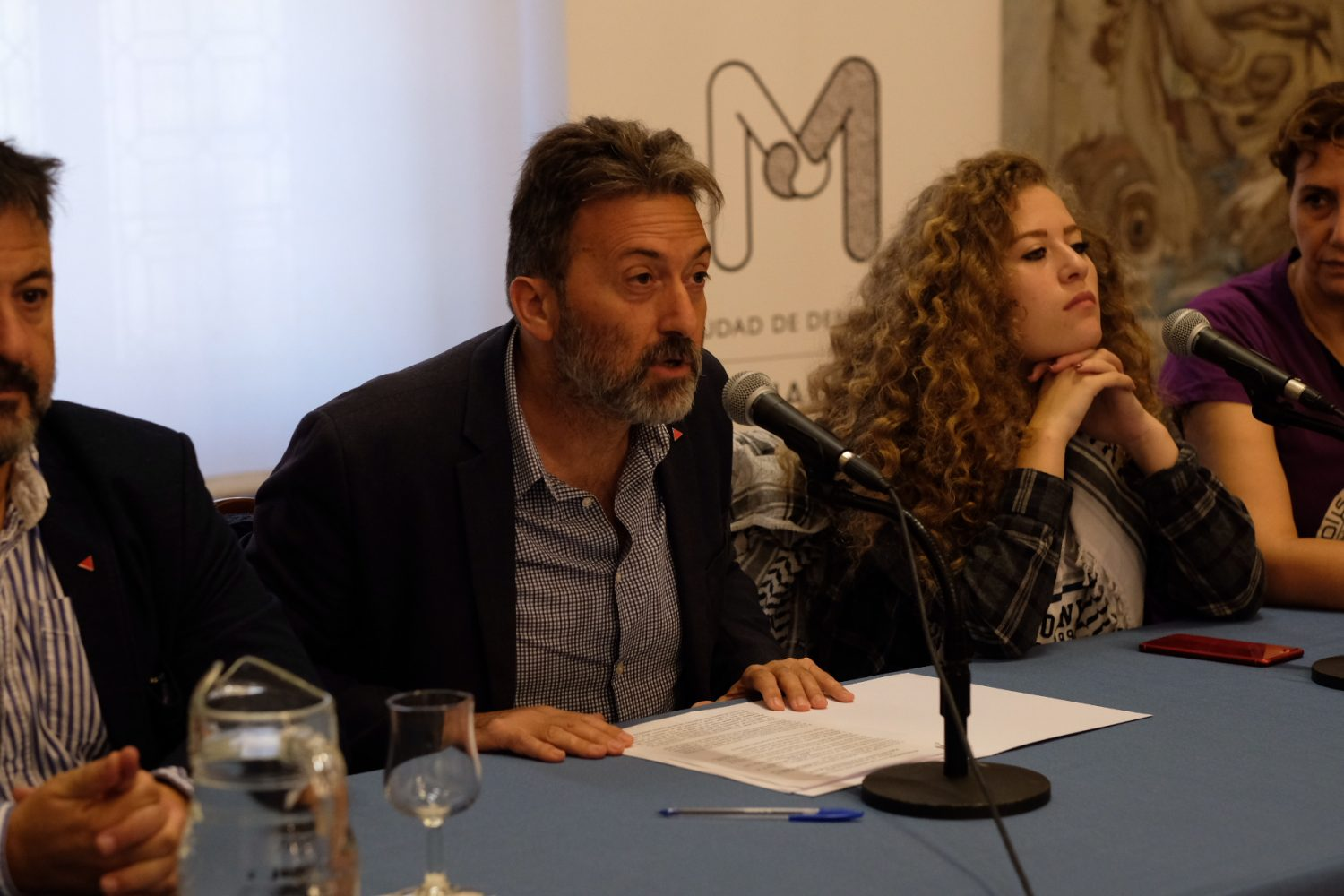
Fotografiat al setembre de 2018 durant la visita de l'activista palestina Ahed Tamimi a Madrid.

Finalment inclòs al número 4 de la candidatura d'Ara Madrid per a les eleccions municipals de 2015, va ser elegit regidor de la corporació 2015-2019 del consistori madrileny. Investida Manuela Carmena com a alcaldessa, Valiente va passar a exercir les funcions de tercer tinent d'alcalde i de regidor president del districte de Chamartín.
Després de l'expulsió d'IU-CM d'IU al juny de 2015, i amb la posterior constitució d'Esquerra Unida de Madrid (IU-Madrid) el 2016, Valiente va ser elegit en primàries coportaveu de la direcció d'aquesta última juntament amb Chus Alonso, alcaldessa de Ciempozuelos. En unes primàries celebrades a cavall entre setembre i octubre de 2018, va ser triat com a líder de les llistes d'IU de cara a les eleccions municipals de 2019, si bé l'organització manifestava en aquell moment la seva voluntat de confluir en aquestes amb altres organitzacions.